# Bolivaritettix menglaensis
Bolivaritettix menglaensis är en insektsart som beskrevs av Zheng, Z. 2006. Bolivaritettix menglaensis ingår i släktet Bolivaritettix och familjen torngräshoppor. Inga underarter finns listade i Catalogue of Life.